# Pierre Méliton
Pierre Méliton [Meliton, Militon] est un organiste, gambiste et compositeur français, actif à Paris, titulaire des orgues de l'église Saint-Jean-en-Grève de 1670 à 1682, mort en octobre 1684.

## Biographie
En tant que gambiste, Méliton a été un élève de Jean de Sainte-Colombe, célèbre gambiste.
La première mention qu’on possède de lui concerne un concert donné en janvier 1668 pour Monsieur (Philippe d’Orléans) et Madame (Henriette d'Angleterre), relaté par le chroniqueur Charles Robinet, où Méliton est au clavecin, accompagné des instrumentistes Garnier au théorbe, Le Moine à la viole et Étienne Richard à l’orgue :
Un rare concert on ouit
De clavessin, théorbe et viole
Que jusques au ciel on extole.
Les Amphions qui les touchoyent
Aussi de grands maîtres êtoyent ;
C’est Méliton, Garnier, le Moine
Et Richard, personnage idoine
A toucher l’orgue, de façon
Que de luy chacun prend leçon.
Son contrat d’embauche comme organiste de Saint-Jean-en-Grève date du 28 août 1670. Sa carrière de musicien est écourtée à cause d’une paralysie de la main, qui l’oblige à céder les orgues de Saint-Jean-en-Grève à Michel-Richard de Lalande (alors âgé de 25 ans), par un acte du 30 mai 1682. Lalande s’engage à reverser à Méliton une pension viagère de 320 lt sur les 520 lt que le poste lui rapporte, et le remplace effectivement à partir du 13 décembre 1682.

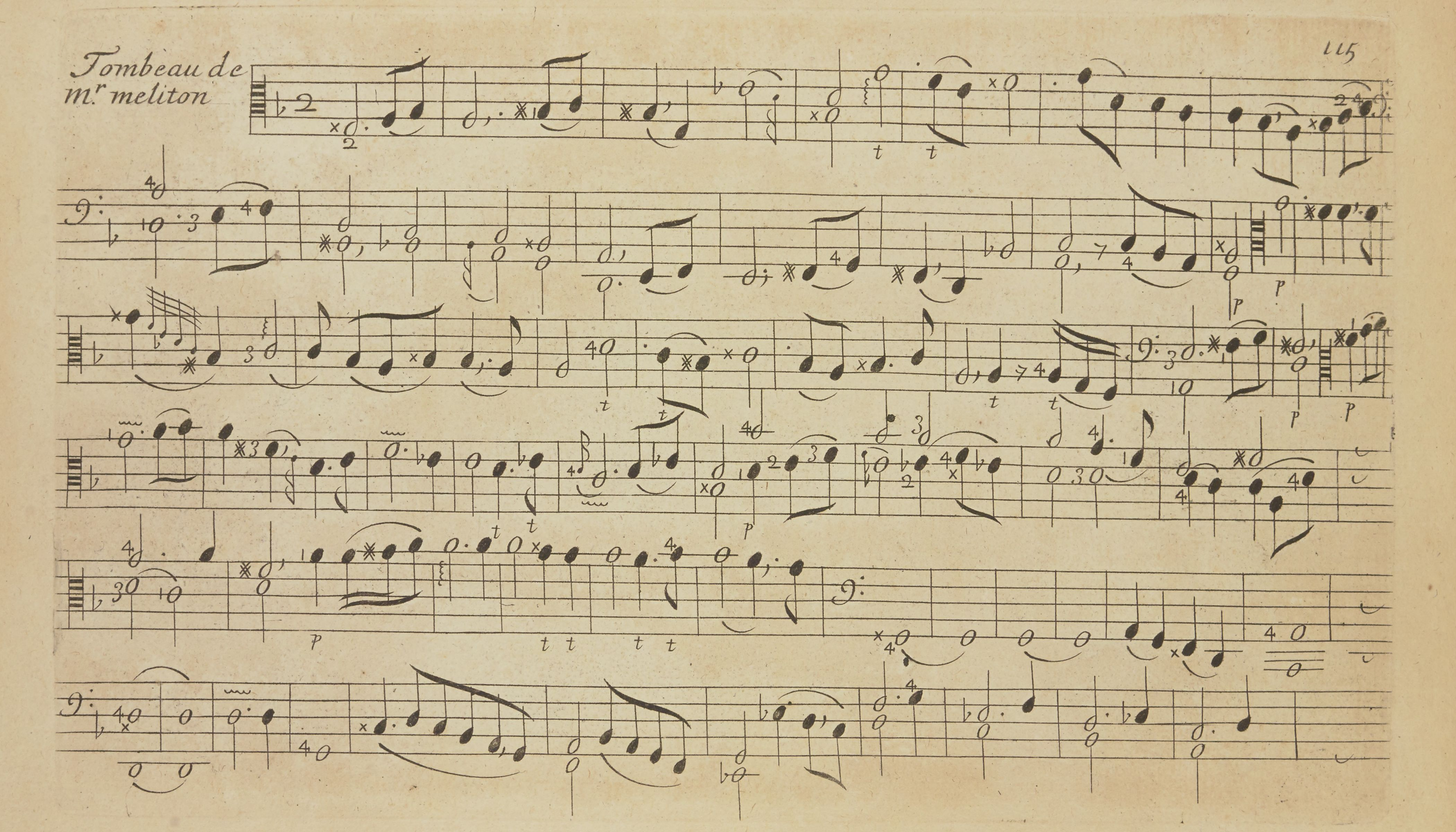
Marin Marais - Tombeau de Mr Méliton (1686).

Son testament est daté du 26 octobre 1684. Il demande à être enterré sous l’orgue de l’église de Saint-Jean-en-Grève et précise y avoir officié depuis douze ans (donc depuis 1672 ?). Il donne son clavecin à Jacques -Denis Thomelin, organiste de l’église Saint-Jacques-de-la-Boucherie. Cet instrument lui avait été donné par le facteur d’orgues Jean de Joyeuse comme gage d’une dette, et Thomelin devra le rendre à Joyeuse en l’échange d’une reconnaissance de dette. Thomelin est en outre nommé son exécuteur testamentaire.
La date de son décès n’est pas connue avec précision ; à ce moment il demeure rue du Monceau paroisse Saint-Benoît. Son inventaire après décès, du 8 novembre 1684, révèle
- un clavecin à deux claviers fait par Claude Dufour et son piétement de noyer à colonnes torses et son pédalier, prisé 150 lt ;
- une basse de viole d’Angleterre avec son étui et archet, une autre viole de Colichon, une autre petite taille de viole sans cordes ni archet ;
- un théorbe non monté de cordes de Simon Bougard (?), le tout prisé 60 lt ;
- un livre de l’opéra de Thésée [de Jean-Baptiste Lully] couvert de maroquin rouge et un grand livre de papier blanc réglé servant à musique relié en veau, prisés 30 lt.

Sa mort est l’occasion pour Marin Marais de lui dédier son Tombeau de Mr Meliton, une longue pièce pour deux violes et basse continue qui figure à la fin de ses Pièces à une et à deux violes (Paris, ca. 1686).

## Œuvres

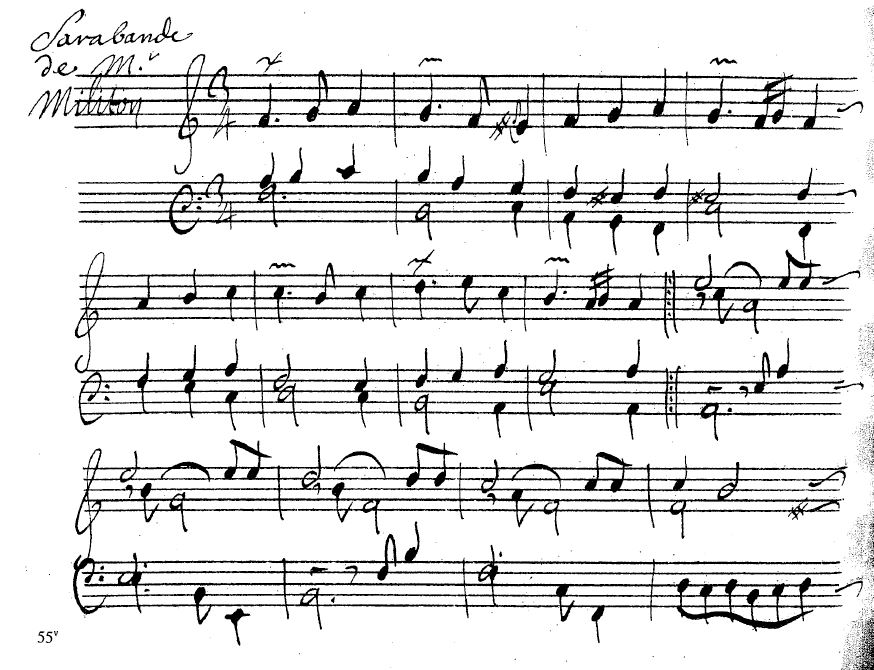
Sarabande de Mr Méliton dans le Livre de tablature de clavescin de Mr Druent (Berkeley UL).

### Œuvres sacrées
- Motet Regina caeli laetare à 3 voix, dans le Manuscrit Deslauriers (Paris BNF (Mus.) : RES VMA-MS-571, no 157, f. 126r-126v, numérisé sur Gallica).

### Œuvres profanes
- Air à 1 voix et basse continue La saison des amours Ne dure pas toûjours, dernière pièce dans le Premier livre d’airs à boire à deux parties contre les incommoditez du temps..., Paris : Robert III Ballard, 1673 (Guillo 2003 no 1673-B, numérisé sur Gallica).
- Sarabande de Mr Militon, qui occupe deux pages dans le Livre de tablature de clavecin de Monsieur de Druent (Berkeley (CA) University Library, Music Library).